# Kianggeh
Kianggeh (malaiisch Mukim Kianggeh) ist ein Mukim (Subdistrikt) des Daerah Brunei-Muara in Brunei. Die Einwohnerzahl beträgt 8.228 (Stand: Zensus 2016).

## Geographie
Der Mukim liegt sehr zentral im Distrikt. Er grenzt an sechs andere große Mukim und an fünf der sechs Mukim des Kampong Ayer (Water Village, Wasserstadt).
| Nordwesten: Gadong | Norden: Berakas A                                                        | Nordosten: Berakas B |
| Westen: Kota Batu  |                                                                          | Osten: Kilanas       |
| Südwesten: Kilanas | Süden: Tamoi / Sungai Kedayan Burong Pingai Ayer / Peramu / Saba Lumapas | Südosten: Kota Batu  |

Kianggeh gehört zum Hauptstadtbezirk von Bandar Seri Begawan, der Hauptstadt von Brunei. Ein bedeutender Fluss ist der Sungai Kedayan und ein großer Teil im Osten des Mukim besteht aus dem Park Tasek Lama Recreational Park (malaiisch Taman Peranginan Tasek Lama).
Im Mukim liegt auch die Omar Ali Saifuddin Moschee (Masjid Omar Ali Saifuddien) und das Royal Regalia Building (Muzium Alat Kebesaran Diraja).

## Verwaltungsgliederung
Der Mukim wird in neun Kampung (Dörfer) unterteilt. Die folgende Liste zeigt die Namen der Teilorte. In der Amtszeit von Sultan Omar Ali Saifuddin III. galt Kumbang Pasang noch als eigener Mukim. Unter Hassanal Bolkiah wurde Kumbang Pasang in den Mukim Kianggeh einverleibt: Vorsteher des Mukim ist ein Penghulu; der Amtsinhaber ist Naim bin Kamis, der gleichzeitig der Penghulu von Kota Batu ist.
- City Centre
- Berangan
- Kianggeh
- Kumbang Pasang
- Parit
- Pusar Ulak
- Tasek Lama
- Tumasek
- Tungkadeh.